# Homolobus occidentalis
Homolobus occidentalis är en stekelart som beskrevs av Van Achterberg 1979. Homolobus occidentalis ingår i släktet Homolobus och familjen bracksteklar. Inga underarter finns listade i Catalogue of Life.